# Brooklyn (Afrique du Sud)
Pour les articles homonymes, voir Brooklyn (homonymie).
Brooklyn est une banlieue résidentielle de la classe moyenne supérieure de la ville de Pretoria, en Afrique du Sud. Elle est située entre l'université de Pretoria (au nord) et les quartiers de Menlo Park (est), de New Muckleneuk (ouest) et Waterkloof (sud).

## Géographie
Le quartier de Brooklyn est situé au sud-est du centre ville d'origine de Pretoria. Il est plus précisément délimité par Lynwood road au nord, Ropert str à l'ouest (longeant Pretoria Boy's High School), Fehrsen str. au sud-ouest, Main str. au sud-est et Brooklyn road à l'est. 
Lynnwood Road et Jan Shoba Street constituent les sections les plus commerçantes et passantes de Brooklyn.

## Démographie
Selon le recensement de 2011, la population de Brooklyn était de 4 177 habitants pour une densité de 1 629 hab/km² parmi lesquels 74,8 % de blancs et 18,18 % de noirs. C'est une population de langue maternelle majoritairement afrikaans (51,3 %).

## Historique

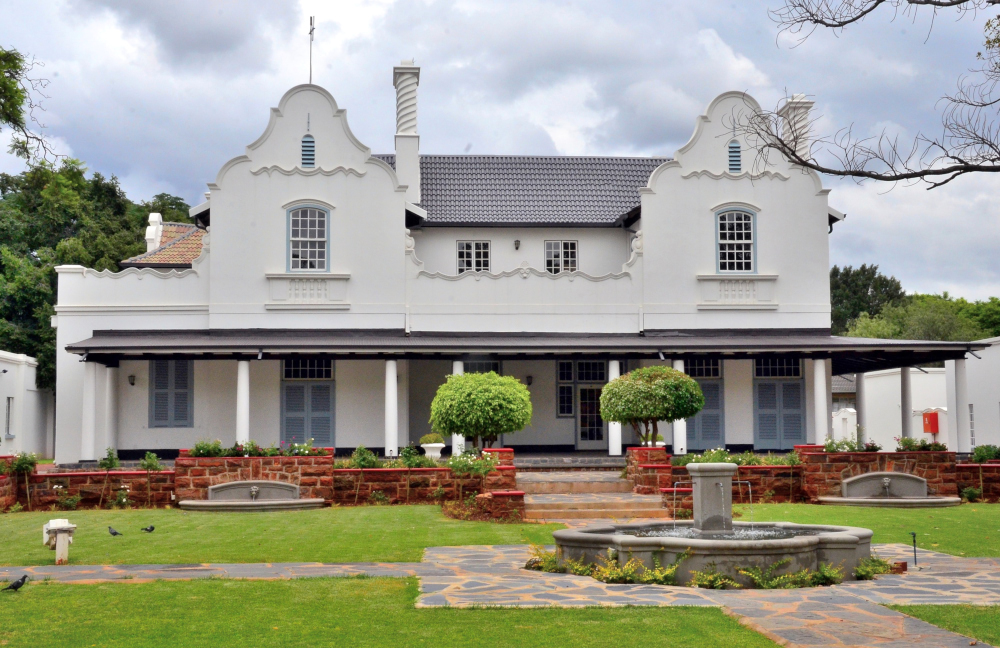
La maison de James Brooks au 109 Brooks street

Le quartier de Brooklyn est à l'origine un lotissement établi en 1902 dans le sud-est de la banlieue de Pretoria et incorporé à la municipalité de Pretoria en 1913. 
Le quartier tient son nom de James Brooks (mort en 1901), un géomètre qui avait arpenté pour le gouvernement du Transvaal le premier projet de ligne de chemin de fer entre Pretoria et Lourenço Marques. Brooks acheta, en 1896, 300 hectares de terrains dans le sud-est de Pretoria. Sur une portion, il y fit construire sa maison qu'ils appela Brooklyn (elle est située à l'actuelle 109 Brooks street) et revendit le reste des terrains à ses associés Johan Rissik et H. M. Anderson, avec le projet de faire de la zone un lotissement qui prit rapidement le nom de Brooklyn, la première maison du quartier. D'abord limité par Mackenzie Street au sud et Alexander Street à l'est, le lotissement est agrandi par l'adjonction de terrains adjacents puis incorporé à Pretoria en 1913 avec les lotissements de Hillcrest et de Riviera.
La quasi-totalité des maisons du quartier ont été construites entre 1902 et 1947.
Durant l'apartheid, le secteur est classé en secteur blanc dans le cadre du Group Areas Act.

## Politique
Le quartier de Brooklyn est partagée entre 3 circonscriptions électorales dominées politiquement par l'Alliance démocratique. La circonscription 32952911 (Brooklyn Primary School) est la seule située intégralement dans le quartier de Brooklyn. 
Lors des élections générales sud-africaines de 2014, l'Alliance démocratique a remporté 77,71% des suffrages dans la circonscription électorale de Brooklyn Primary School devançant le congrès national africain (12,74 %) et le front de la liberté (4,48%). 

## Personnalités locales
- Jan Hendrik Hofmeyr (1894-1948) a résidé les 5 derniers mois de sa vie au 191 William Street.
- Eugene Marais, poète et écrivain, résida au 180 William Street.
- Anton van Wouw, sculpteur, habita au 299 Clark Street. Sa maison, rachetée par l'Université de Pretoria, est devenue un musée.